# Stadionul Dâmbovița Arena
Stadionul face parte din Complexul sportiv „Dâmbovița Arena”, un proiect în valoare de 70 de milioane de euro, aflat într-un stadiu avansat de execuție. Stadionul Dâmbovița Arena, încadrat în categoria UEFA 4 (Elite), are o capacitate de 12.402 locuri, dispune de tribune acoperite integral, instalație de nocturnă cu tehnologie led și numeroase facilități:
- teren de antrenament separat de suprafața de joc;
- pistă de atletism;
- parcare subterană pentru autocarele echipelor;
- parcare supraetajată cu 500 de locuri, dintre care 23 pentru persoanele cu dizabilități și 29 pentru motociclete;
- peste 100 de locuri pentru biciclete;
- vestiare pentru jucători și arbitri;
- săli de încălzire;
- sală de recuperare;
- spațiu pentru control antidoping;
- 712 locuri VIP;
- 165 locuri mass-media, 105 pentru presă și 60 pentru comentatori;
- 75 de locuri pentru persoanele cu dizabilități și 75 de locuri pentru însoțitorii acestora;
- spații pentru alimentație și comerț.   [5][6]

Începând cu anul 2026, acest stadion de tip S+P+3E va putea găzdui meciuri de primă ligă, dar și internaționale, fiind construit cu respectarea standardelor UEFA. Tot aici, în afara meciurilor de fotbal,  pot fi organizate meciuri de rugby, competiții de atletism, spectacole, concerte și evenimente în aer liber.